# Parafia Narodzenia Najświętszej Maryi Panny w Nowej Wsi
Parafia pw. Narodzenia Najświętszej Maryi Panny i św. Maksymiliana Marii Kolbego w Nowej Wsi – rzymskokatolicka parafia należąca do dekanatu Ostrołęka – Narodzenia NMP, diecezji łomżyńskiej, metropolii białostockiej. Parafię prowadzą księża diecezjalni.

## Historia
Parafia została erygowana w 1535 z fundacji Jakuba Brzoski. W historii parafii istniało kilka kościołów drewnianych, z których ostatni zbudowany w 1948 r. został przeniesiony do Lelisa w 1987 r. 

## Miejsca święte

### Kościół parafialny
Obecny kościół murowany pod wezwaniem Narodzenia NMP i św. Maksymiliana Marii Kolbego został zbudowany w latach 1976–1984. Konsekrowany 23 września 1984  przez biskupa łomżyńskiego Juliusza Paetza.

## Zasięg parafii

### Miejscowości i ulice
W granicach parafii znajdują się miejscowości:

- Nowa Wieś,
- Chojniki,
- Działyń,
- Grabnik,
- Grabówek,
- Gutowo,
- Mostowo,
- Mostówek,
- Przystań,
- Rataje,
- Rżaniec,
- Skrzypek,
- Wojska Biel,
- Wyszel,
- Zabiele-Piliki,
- Zabiele Wielkie,
- Żebry-Chudek
- Żebry-Wierzchlas.